# グレッチ・カントリー・ジェントルマン

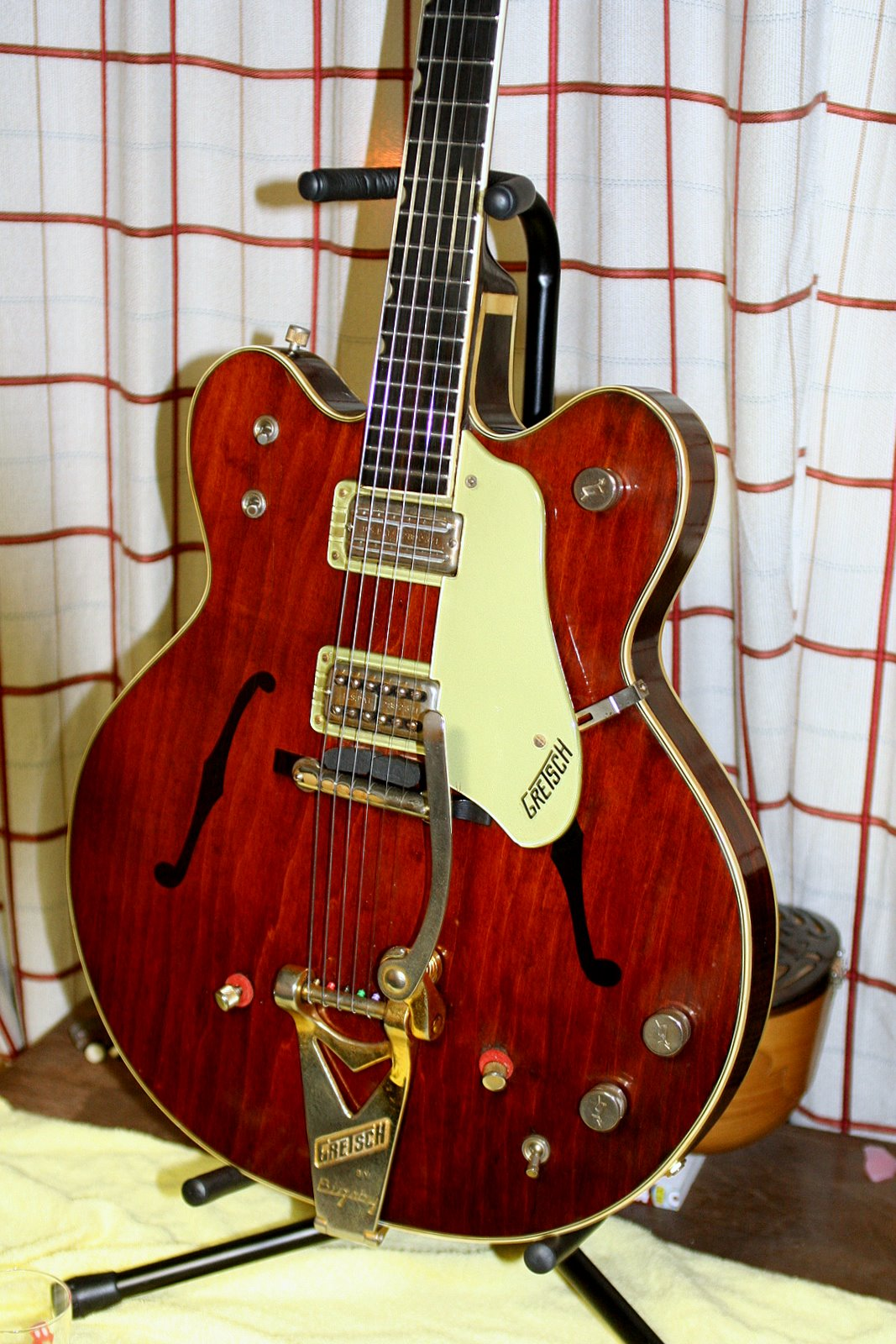
1964年製6122カントリー・ジェントルマン

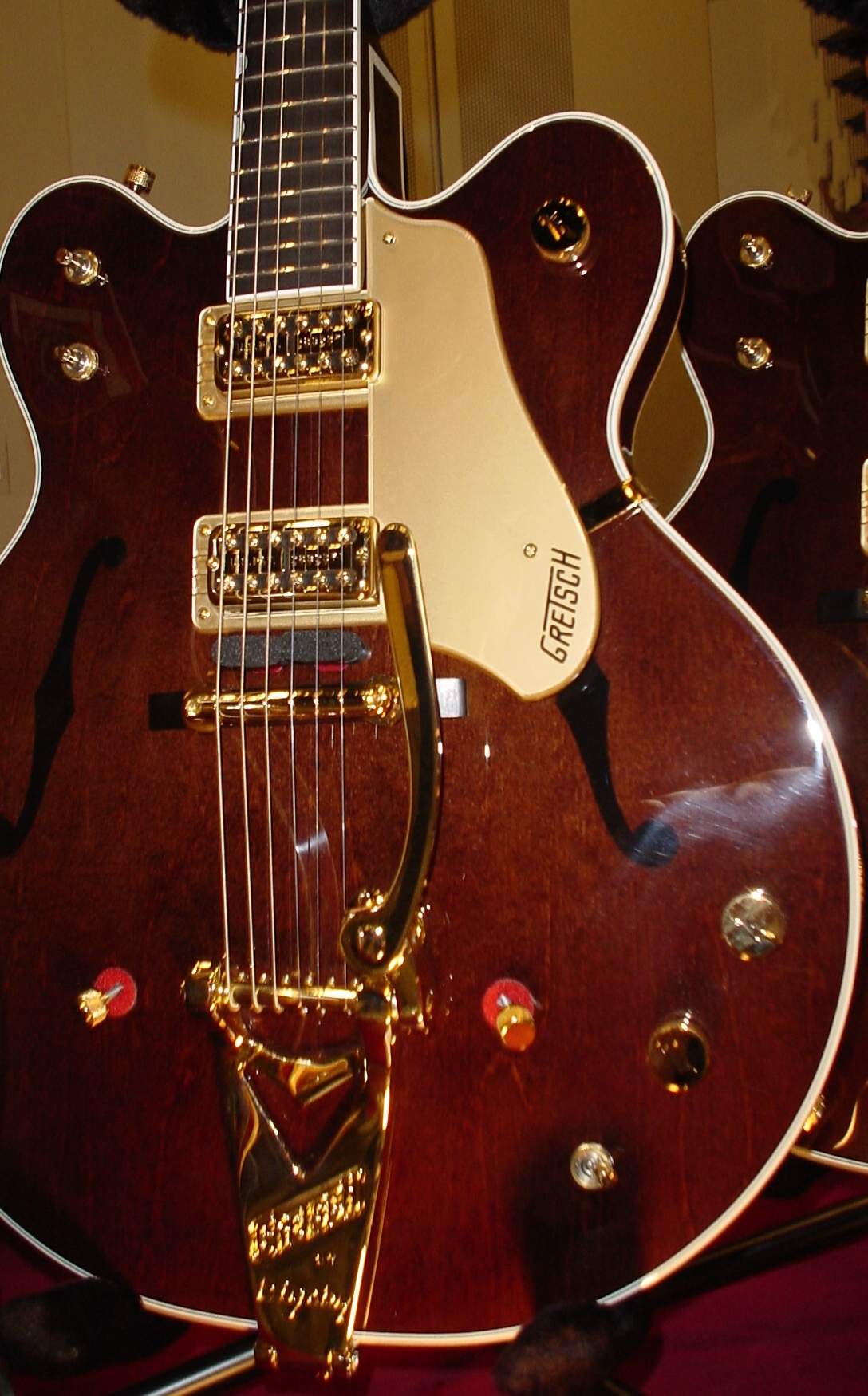
6122-1962 62年型カントリー・ジェントルマンのリイシュー。
Fホールはペイント。

グレッチ・カントリー・ジェントルマン(Gretsch Country Gentleman)は、グレッチ社のエレクトリック・ギターで同社の代表的な機種の一つ。チェット・アトキンスの使用によりシグネチャーモデルとなっている。カントリー・ジェントルマン自体の正式のモデルナンバーはGretsch 6122だが、Gretsch 6120系自体がチェット・アトキンスとの共同開発・エンドースメントによって成立したナンバーであり、「チェット・アトキンス・モデル」と言う際には6119テネシアン、6120、6121を含む広義となる。
グレッチ社の不振を背景に、アトキンスは1987年よりグレッチとのエンドース契約を解消、ギブソンが同様のモデルを製造していた時期があるが、アトキンス没後の2007年に、遺族との交渉によりチェット・アトキンス・モデル、およびカントリー・ジェントルマンの商標はグレッチに戻った。
|  |  |  |

## ギブソン期
新たにギブソンと共同開発し、1987年にギブソンから発売された。トラスロッド・カバーに「Chet Atkins Model」と表記されている。シングル・カッタウェイのハーフデプスボディという構造である。独立したボリュームとマスター・ボリューム、半月型ポジションマーク、ビグスビー・ビブラートなどグレッチの構造とよく似ている。金属パーツはすべてゴールド仕様。チェット・アトキンスはリア・ピックアップが通常ポールピースが下側に来るのに対し、反対に向けて装着しており、サウンドを微妙に変えている。肘当ても装着されている。
時期により仕様が若干変わり、初期のプロトタイプはポジションマークは半月型ではなく、赤い長方形型であった。レスポール・カスタムやES-335のような長方形ではなく、半月型のポジションマークの位置に長方形のマークがあった。
さらにGretsch 6120のような指板を覆う大きな長方形のポジションマーク（ビンテージ・ブロック・ポジションマーク）も採用されていた。トグルスイッチの位置やコントロールの位置など仕様変更は多々あった。
また、チェット・アトキンスとギブソンが共同開発したモデルにはエレクトリック・ギターのテネシアン、エレクトリック・アコースティックの"Gibson Chet Atkins SST"(スティール弦)および"Gibson Chet Atkins CE"(ナイロン弦)があり、現在「ギブソンのチェット・アトキンス・モデル」と言った場合に指すのは寧ろこれらであろう。
|  |  |  |